# Valtice

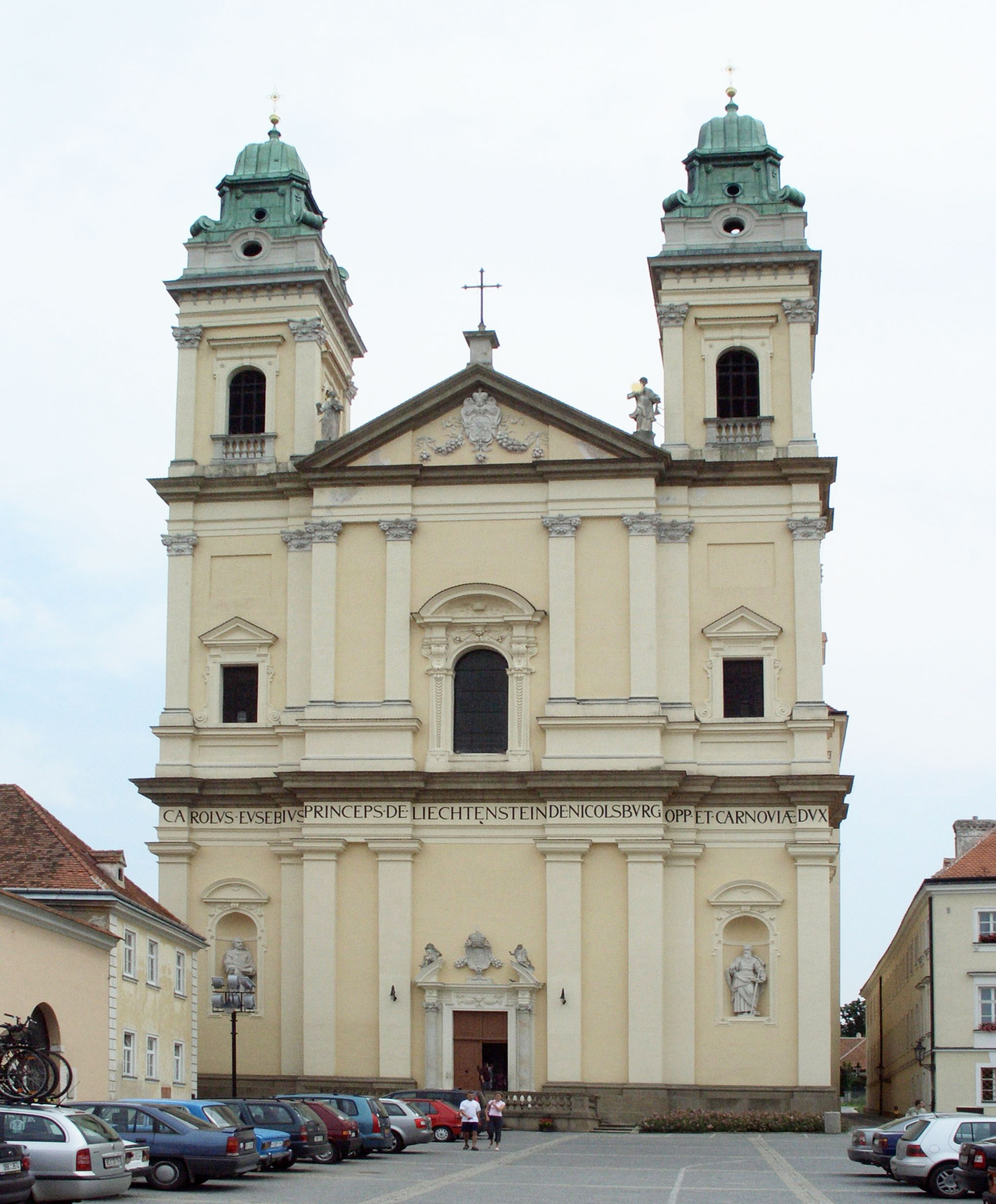
Pfarrkirche in Feldsberg

Valtice (deutsch Feldsberg) ist eine Stadt mit 3.582 Einwohnern in Tschechien. Sie liegt in Südmähren an der Bahnstrecke Břeclav (Lundenburg) – Znojmo (Znaim) unweit der Grenze zu Niederösterreich (mit dem Zentrum 1,5 km entfernt) im Okres Břeclav (Bezirk Lundenburg). Bis 1919 gehörte sie zu Niederösterreich.
In Feldsberg befindet sich das fürstlich-liechtensteinische Schloss Valtice (Schloss Feldsberg), das zu den schönsten Barockschlössern Tschechiens zählt und mit dem benachbarten Liechtenstein-Schloss Lednice (Eisgrub) 1996 als Teil der Kulturlandschaft Lednice-Valtice in die Weltkulturerbeliste der UNESCO aufgenommen wurde. Auch der Stadtplatz und die Pfarrkirche gelten als sehenswert.
In der Umgebung gibt es nennenswerten Weinbau; die Region bringt die besten Weine der Tschechischen Republik hervor. In den Kellergewölben des Schlosses befindet sich ein bedeutender Weinkeller. Dort werden jährlich neu prämierte Weine (Siegel „Salon“) zur Verkostung und zum Kauf angeboten.

## Geografie

### Gemeindegliederung
Der bei 4 km Zentralabstand seit 1964 zur Stadt Feldsberg gehörende westlich Ortsteil Úvaly (Garschönthal) liegt ebenfalls mit seinem dichter bebauten Gebiet nur 500 m von der niederösterreichischen Grenze bei Schrattenberg entfernt.

### Nachbargemeinden
Die Nachbarorte von Feldsberg sind Břeclav (Lundenburg) im Osten, Hlohovec (Bischofswarth) im Norden, Sedlec (Voitelsbrunn) im Westen und Schrattenberg in Niederösterreich im Süden.

## Geschichte

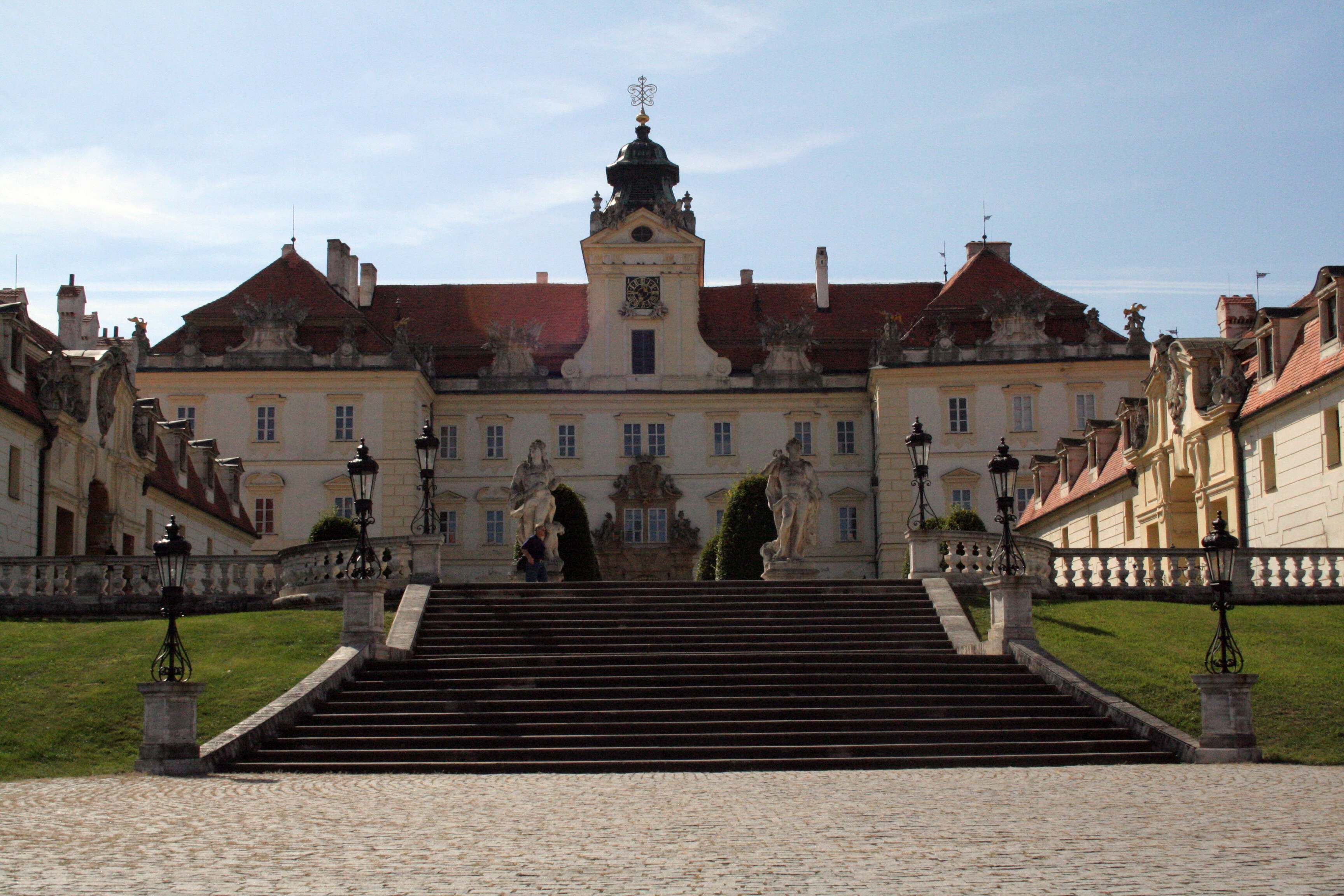
Schloss Feldsberg

Die Ui-Mundart (bairisch-österreichisch) der früheren deutschsprachigen Bevölkerung mit speziellen bairischen Kennwörtern weist auf die Besiedlung durch bayrische Stämme hin, wie sie vor allem im 12./13. Jahrhundert erfolgte.
Die erste Erwähnung von Feldsberg stammt aus dem Jahr 1192 und nennt eine Grenzburg des Herrn von Seefeld. Daraus entstand ein befestigter Ort, der 1286 von Herzog Albrecht I. von Österreich das Marktrecht verliehen bekam. Um 1383 wurde Feldsberg von Herzog Albrecht III. von Österreich zur Stadt erhoben. 1394 wurde die Grundherrschaft Feldsberg von Johann von Liechtenstein, der sich nun Herr von Nikolsburg und Feldsberg nannte, erworben. Er baute Feldsberg zu seinem Sitz aus, von wo aus die Liechtensteiner, seit 1608 Fürsten des Heiligen Römischen Reichs, ihre Besitzungen, darunter das heutige Fürstentum Liechtenstein, bis 1918 verwalteten.
In den Hussitenkriegen wurde Feldsberg 1426 von den Hussiten ausgeplündert und niedergebrannt. Auch in den Jahren 1458 (Krieg der Habsburger mit König Georg von Podiebrad) und 1480 (Krieg der Habsburger mit König Matthias Corvinus von Ungarn) blieben dem Ort die Leiden des Krieges nicht erspart. Von 1526 bis 1918 hatte das nördlich angrenzende Mähren die gleichen habsburgischen Landesherren wie Österreich unter der Enns, so dass keine Grenzkonflikte stattfanden.
In der Zeit der Reformation wurde der Ort in der Mitte des 16. Jahrhunderts lutherisch. Ab 1599 sollte der Ort wieder katholisch werden, wozu sich Karl I. von Liechtenstein 1605 der Hilfe der Barmherzigen Brüder bediente, die hier ihren ersten Konvent (1. Spitalsgründung in der Habsburgermonarchie hier 1603 – vor Wien (1614) und Graz (1615).) nördlich der Alpen gründeten.
Die Matriken des Ortes werden seit 1615 geführt. Die Onlinesuche erfolgt über das Landesarchiv Brünn. Während des Dreißigjährigen Krieges wurde Feldsberg am 19. Oktober 1619 von kaiserlichen Truppen geplündert und 1645 von schwedischen Truppen unter Lennart Torstensson erobert. In den Jahren 1663, 1683 und 1702 bis 1706 wurde Feldsberg von Türken und Ungarn (Kuruzen) heimgesucht. 1680 und 1714 litten die Feldsberger unter der Pest. Bei Großbränden wurden 1763 80 Häuser und 1801 87 Häuser sowie das Rathaus zerstört.
Ab 1841 wurden die Befestigungsanlagen der Stadt entfernt. Bis zur Aufhebung der Patrimonialherrschaften blieb die Stadt der Herrschaft Feldsberg untertänig. 1850 wurden in Feldsberg ein Bezirksgericht und ein Steueramt eingerichtet. Während des Deutschen Krieges, 1866, wurde die Stadt von preußischen Truppen besetzt.
1872 erhielt die Stadt die Anbindung an die Bahnlinie Lundenburg–Znaim, eine Nebenstrecke der Kaiser Ferdinands-Nordbahn, mit der Wien und Brünn leicht erreichbar waren.
1873 wurde in den Gebäuden des ehemaligen Franziskanerklosters die Acker-, Obst- und Weinbauschule gegründet. Neben Klosterneuburg, wo sie 1860 gegründet wurde, war dies die zweite Schule dieser Art in Niederösterreich. Ein großer Teil der Einwohner lebte von der Landwirtschaft, wobei der im österreichischen Weinviertel (wie später in Südmähren) so gepflegte Weinbau nur eine untergeordnete Rolle spielte.
1901 wurde in der Stadt ein Kanalisationssystem gebaut. 1915 wurde ein Elektrizitätswerk errichtet, das 1919 an die Westmährische Elektrizitäts-AG übergeben wurde.
Nach dem Ersten Weltkrieg und dem Ende Österreich-Ungarns 1918 beanspruchten sowohl die Tschechoslowakei als auch die Republik Deutschösterreich die deutsch besiedelten Gebiete Böhmens, Mährens und Österreichisch-Schlesiens für sich. Da die Tschechen von der Triple Entente als Gegner Österreichs anerkannt waren, gehörten sie gleichsam zu den Siegern des Krieges. Tschechoslowakische Truppen besetzten daher im November und Dezember 1918 Südmähren.
Feldsberg lag zwar nicht in Mähren, sondern in Niederösterreich, wurde aber von der Tschechoslowakei dennoch aus strategischen Gründen für sich reklamiert. Der Vertrag von Saint-Germain von 1919, dementsprechend in Österreich als „Diktat von Saint-Germain“ bezeichnet, bestimmte, dass die Stadt, die 1910 zu etwa 97 % von deutschsprachigen Niederösterreichern bewohnt war, Teil der Tschechoslowakei wurde.
Feldsberg wurde der Tschechoslowakei vor allem aus verkehrstechnischen Gründen – durch das Gemeindegebiet verläuft die Bahnlinie Mikulov–Břeclav (Nikolsburg–Lundenburg) – zugesprochen. Das österreichische Angebot, diesen Teil der Bahnlinie auf eigene Kosten auf mährischem Gebiet neu zu errichten, wurde nicht beachtet.
Durch Siedler und neu besetzte Beamtenposten kam es in der Zwischenkriegszeit vermehrt zum Zuzug von Tschechen; der Anteil der deutschsprachigen Bevölkerung sank zwischen 1910 und 1930 von 97 % auf 57 %. Durch das Münchner Abkommen, ein Diktat gegenüber der Tschechoslowakei, kam Feldsberg am 1. Oktober 1938 zum Deutschen Reich und wurde Teil des Reichsgaus Niederdonau.
Der Zweite Weltkrieg forderte 100 Opfer unter den Ortsbewohnern. Die im Münchner Abkommen an Deutschland gefallenen Gebiete fielen nach Kriegsende wieder an die Tschechoslowakei zurück. Durch Exzesse an den deutschen Ortsbewohnern kam es zu 13 Ziviltoten. Eine juristische Aufarbeitung der Geschehnisse hat nicht stattgefunden. Die Aussiedlung der letzten 538 deutschösterreichischen Einwohner nach Deutschland erfolgte in 14 Transporten vom 15. März bis 3. Oktober 1946.
Schloss Feldsberg war bis 1945 Eigentum der Fürstenfamilie Liechtenstein und wurde dann wie ihr nahes Schloss Eisgrub in Südmähren konfisziert, obwohl die Liechtensteiner keine deutschen, sondern liechtensteinische (und damit im Zweiten Weltkrieg an der Seite der Schweiz neutrale) Staatsbürger waren.
Spätestens ab 1955, als die Rote Armee aus Niederösterreich abzog, sicherte der Eiserne Vorhang an der Südgrenze von Valtice den Ostblock gegen Fluchtversuche nach Österreich. Die Grenzsperren wurden 1990 entfernt. Am 1. Mai 2011 wurde im Gebäude des ehemaligen tschechischen Grenzpostens an der Straße nach Schrattenberg das kleine „Muzeum Železné Opony“ eingerichtet, in dem an den „Eisernen Vorhang“ erinnert wird. Neben Waffen, Uniformen und nachgestellten Wachposten findet man auch eine Liste von Todesopfern, die beim versuchten illegalen Grenzübertritt von tschechischen Organen (teilweise auch auf österreichischem Boden) erschossen wurden.
Feldsberg liegt im Gebiet der 2003 gegründeten Europaregion Centrope, der Südmähren, die Westslowakei, Westungarn, das Burgenland, Niederösterreich und Wien angehören. Im Dezember 2007 wurden nach Tschechiens Beitritt zum Schengen-Abkommen die Grenzkontrollen zwischen Mähren und Niederösterreich beendet; seither kann die Grenze, wie bis 1918, auf jedem beliebigen Feldweg überquert werden.

## Gemeindegliederung
Die Stadt Feldsberg besteht aus den Ortsteilen Úvaly (Garschönthal) und Valtice, die zugleich Katastralbezirke bilden. Grundsiedlungseinheiten sind Boří dvůr (Theimhof), Úvaly und Valtice.

## Wappen und Siegel
Schon bei der ersten urkundlichen Erwähnung des Ortes im Jahre 1286 ist ein Siegel vorhanden. Es zeigt einen gespaltenen Schild, der vorne dreimal geteilt und hinten mit Spitzen versehen ist. Dieses Siegel bleibt über die Jahrhunderte fast unverändert. Nur die Farben innerhalb des Siegels variieren zeitweise.

## Einwohnerentwicklung
| Volkszählung | Häuser | Einwohner insgesamt | Volkszugehörigkeit der Einwohner | Volkszugehörigkeit der Einwohner | Volkszugehörigkeit der Einwohner |
| Jahr | Häuser | Einwohner insgesamt | Deutsche                         | Tschechen                        | andere                           |
| --- | ------ | ------------------- | -------------------------------- | -------------------------------- | -------------------------------- |
| 1793 | 299    |                     |                                  |                                  |                                  |
| 1836 | 340    | 2.889               |                                  |                                  |                                  |
| 1869 | 367    | 2.424               |                                  |                                  |                                  |
| 1880 | 381    | 2.837               | 2.804                            | 0.003                            | 030                              |
| 1890 | 428    | 3.009               | 2.830                            | 0.133                            | 036                              |
| 1900 | 501    | 3.036               | 2.987                            | 0.034                            | 035                              |
| 1910 | 552    | 3.402               | 3.291                            | 0.034                            | 057                              |
| 1921 | 566    | 3.257               | 2.285                            | 0.625                            | 332                              |
| 1930 | 636    | 3.393               | 1.924                            | 1.102                            | 367                              |
| 1939 |        | 2.857               |                                  |                                  |                                  |
| Quelle: 1793, 1836, 1850 aus: Südmähren von A–Z, Frodl, Blaschka Sonstige: Historický místopis Moravy a Slezska v letech 1848–1960, sv.9. 1984 |        |                     |                                  |                                  |                                  |

## Bildung
Bedingt durch das für Tschechien bedeutende Weinbaugebiet rund um Valtice gibt es hier auch zwei Ausbildungsstätten:
- eine Oberschule für Weinbau
- und eine Weinbauakademie.

## Wirtschaft
Neben dem Tourismus, der durch die Lage im Welterbe-Gebiet stetig wächst, ist ein bedeutender Wirtschaftsfaktor der Weinbau. Feldsberg stellt das Zentrum des Weinbaues von ganz Tschechien dar. So findet beispielsweise jährlich ein Weinmarkt statt, der schon lange Tradition hat. (Der erste Weinmarkt in Böhmen, Mähren und Niederösterreich fand 1850 in Feldsberg statt.) Die Tradition wurde 1967 wiederbelebt.

## Sehenswürdigkeiten
Die meisten Sehenswürdigkeiten von Feldsberg beruhen darauf, dass die Fürsten von Liechtenstein das Areal zwischen ihren Schlössern Feldsberg und Eisgrub teilweise zum Landschaftspark ausbauen und in diesem Zusammenhang auch Bauten errichten ließen, die ausschließlich repräsentativen bzw. kulturellen Zwecken dienten.
- Schloss Feldsberg (Zámek Valtice)
- Pfarrkirche Mariä Himmelfahrt (Kostel Nanebevzeti Panny Marie, 1631–1671)
- Pestsäule (morový sloup, 1680)
- Frauenspital im Kloster der Barmherzigen Schwestern vom Orden des Hl. Vinzenz von Paul (Spital Milosrdných sester, 1900)
- Belvedere-Schlössl (Belveder, 1802)
- Franziskanerkloster
- Rathaus (1888) von Josef und Anton Drexler
- Reisten-Kolonnade (Kolonáda na Rajstně, 1810 / 1811 & 1813–1817, Plastiken 1823)
- Dianatempel (Dianin chrám / Rendez-vous), 1810–1812
- Hubertuskapelle (Svatého Huberta, 1854)
- Tempel der Drei Grazien (Chrám Tří grácií, 1824)
- Neuhof (Nový dvůr, 1809 / 1810)
- Kriegerdenkmal[24]
- "Muzeum Železné Opony" – Museum des Eisernen Vorhanges am ehemaligen Grenzposten Feldsberg/Schrattenberg

## Söhne und Töchter der Stadt
- Propst Ignaz Müller (1713–1782), Beichtvater von Kaiserin Maria Theresia
- Johannes Matthias Sperger (1750–1812), Komponist
- Joseph Anton Bauer (1756–1831), österreichischer Maler, Kupferstecher und Galeriedirektor
- Franz Bauer (1758–1840), Botanischer Maler und Hofmaler des britischen Königs Georg III.
- Ferdinand Lukas Bauer (1760–1826), Forschungsreisender und Pflanzenmaler
- Johann Nepomuk Reithoffer (1781–1872), Industrieller und Erfinder, Gründer der ersten Gummiwarenfabrik auf dem Kontinent, der späteren Semperit AG
- Karl Schleps (1802–1840), Architekt
- Leopold Adametz (1861–1941), Tierzucht- und Vererbungsforscher
- Karl Höß (1875–1959), Heimatforscher und Gründer des Heimatmuseums in Nikolsburg
- Eduard Reimoser (1864–1940), Naturforscher
- Robert Stix (1903–1974), Elektrotechniker und Hochschullehrer
- Jaroslav Tejral (* 1933), Archäologe
- Georg Nemetschek (* 1934), Bauingenieur und Unternehmer
- Peter Horton (1941–2023), Sänger und Komponist
- Ernst Meincke (* 1942), Schauspieler und Synchronsprecher
- Helga Moser (* 1944), Politikerin, österreichische Bundesrätin
- František Čermák (* 1976), Tennisprofi

## Sagen und Brauchtum
Unter den deutschen Ortsbewohnern kursierten viele Sagen, darunter die Sage vom Goldbergl.
Reiches Brauchtum bestimmte den Jahresablauf der 1945 und 1946 Vertriebenen:
- Zu Ostern ritten die Burschen des Ortes zur Kirche und wurden gesegnet. Danach erhielten sie ein Kreuz und ritten damit in alle Richtungen, um für eine gute Ernte zu bitten.
- Der Kirtag war am 15. August. Eine Woche davor durften die Männer von den Frauen keine Feldarbeit mehr verlangen. Sonntag und Montag war Kirtag und am Sonntag danach Nachkirtag.
- Das Wazauslösen fand im Herbst statt. Die Burschen suchten sich rote Maiskolben, die sie dazu berechtigten, von der rechten Nachbarin ein Busserl (einen Kuss) einzufordern. Danach gab es eine Jause und zuletzt wurden aus Blättern sogenannte Wazpupperln gemacht und an die Türklinken gehängt.
- Kurz vor Weihnachten gab es den Dudelsack (einen mit Faschiertem gefüllten Magen) zu essen.[26]

## Belege
1. ↑  Fläche
2. ↑  Český statistický úřad – Die Einwohnerzahlen der tschechischen Gemeinden vom 1. Januar 2023 (PDF; 602 kB)
3. ↑  Hans Zuckriegl: Ich träum von einem Weinstock - Enzyklopädie des Weinbaues in Südmähren. Eigenverlag, unterstützt von der Kulturabteilung des Amtes der Niederösterreichischen Landesregierung
4. ↑  Leopold Kleindienst: Die Siedlungsformen, bäuerliche Bau- und Sachkultur Südmährens, 1989, S. 9
5. ↑  Anton Kreuzer: Das mittelalterliche Feldsberg.
6. ↑  Das Krankenhaus im Herzen der Stadt Graz … die Barmherzigen Brüder Graz und ihre 400-jährige Geschichte, Website des KH Graz, 2015, abgerufen am 5. Januar 2016.
7. ↑  Geschichte des Ordenswerkes in Feldsberg auf der Seite der Barmherzigen Brüder Österreichs. (Seite nicht mehr abrufbar, festgestellt im März 2018. Suche in Webarchiven)
8. ↑  Acta Publica, registrierungspflichtige Online-Recherche in den historischen Matriken des Mährischen Landesarchivs Brünn (cz, dt), abgerufen am 20. März 2011.
9. ↑  Helmuth Moltke: Moltkes militärische Werke. Band 1, Teil 2. S. 335.
10. ↑  Felix Ermacora: Der unbewältigte Friede: St. Germain und die Folgen; 1919–1989 , Amalthea Verlag, Wien, München, 1989, ISBN 3-85002-279-X
11. ↑  Johann Wolfgang Brügel: Tschechen und Deutsche 1918–1938. München 1967
12. ↑  Alfred Schickel, Gerald Frodl: Geschichte Südmährens. Band 3: Die Geschichte der deutschen Südmährer von 1945 bis zur Gegenwart. Südmährischer Landschaftsrat, Geislingen an der Steige 2001, ISBN 3-927498-27-0, S. 220 (Feldsberg).
13. ↑  Walfried Blaschka, Gerald Frodl: Der Kreis Nikolsburg von A–Z, Südmährischer Landschaftsrat, Geislingen an der Steige, 2006, S. 216
14. ↑  Alfred Schickel, Gerald Frodl: Geschichte Südmährens. Band 3: Die Geschichte der deutschen Südmährer von 1945 bis zur Gegenwart. Südmährischer Landschaftsrat, Geislingen an der Steige 2001, ISBN 3-927498-27-0, S. 597 (Feldsberg).
15. ↑  Archiv Mikulov: Odsun Němců – transport odeslaný dne 20. kvĕtna, 1946
16. ↑  Ludislava Šuláková, übersetzt von Wilhelm Jun: Die Problematik des Abschubs der Deutschen in den Akten des Städtischen Volksausschusses (MNV) und des Bezirks-Volksausschusses (ONV) Nikolsburg: Südmährisches Jahrbuch 2001, ISSN 0562-5262, S. 45 f.
17. ↑  Ortsteile
18. ↑  Katastralbezirke
19. ↑  Grundsiedlungseinheiten
 alle 3 aus: Územně identifikační registr ČR (deutsch: „Territoriales Identifizierungsregister der Tschechischen Republik“)
20. ↑  Siegenfeld: Das Stadtwappen von Feldsberg. 1909, S. 329.
21. ↑  Bruno Kaukal: Die Wappen und Siegel der südmährischen Gemeinden. Feldsberg, Josef Knee, Wien 1992, ISBN 3-927498-19-X, S. 54 f.
22. ↑  Willkommen in Valtice, abgerufen am 28. März 2010.
23. ↑  Weinmarkt mit Tradition auf Radio Prag vom 14. Mai 2007, abgerufen am 14. November 2010.
24. ↑  Georg Dehio, Karl Ginhart: Handbuch der deutschen Kunstdenkmäler in der Ostmark, Anton Schroll & Co, Wien 1941, S. 198
25. ↑  Oberleitner, Matzura: Südmährische Sagen, 1921, S. 112 f.
26. ↑  Walfried Blaschka, Gerald Frodl: Der Kreis Nikolsburg von A bis Z, 2006, S. 77
27. ↑  Südmährer Bund e. V.